# Дайсарт
Дайсарт (Томас-Стрит; англ. Dysart [ˈdaisərt]; ирл. An Díseart, «дикая местность») — деревня в Ирландии, находится в графстве Роскоммон (провинция Коннахт) у трасс R363 и R357.